# Keri Hulme
Keri Hulme (n. 9 martie 1947, Christchurch, Noua Zeelandă – d. 27 decembrie 2021, Waimate⁠(d), Canterbury Region⁠(d), Noua Zeelandă) a fost o scriitoare neozeelandeză cunoscută, în special, pentru romanul ei The Bone People.